# Thomas Ellwein
Thomas E. Ellwein (* 16. Juli 1927 in Hof; † 6. Januar 1998 in Schliersee) war ein deutscher Politikwissenschaftler. Er trug wesentlich zur Institutionalisierung der Disziplin bei und galt als Doyen der Verwaltungswissenschaft. Anfangs Professor an der Frankfurter Hochschule für Erziehung und Präsident des Deutschen Studentenwerkes, war er ab den 1970er Jahren federführend an der Reform der Bundeswehr beteiligt; u. a. fungierte er als Gründungsdirektor des Sozialwissenschaftlichen Instituts der Bundeswehr und als Gründungspräsident der Hochschule der Bundeswehr Hamburg. Später war er Lehrstuhlinhaber an der Universität Konstanz. Fachwissenschaftlich vielfältig eingebunden, war er u. a. Vorsitzender der Deutschen Vereinigung für Politische Wissenschaft.

## Leben
Ellwein wurde in einer lutherischen Lehrer- und Pfarrersfamilie geboren; sein Vater war der Oberkonsistorialrat Theodor Ellwein und der Onkel Eduard Ellwein ebenfalls Pfarrer und evangelischer Theologe. Er besuchte Schulen in Augsburg, Weilburg, Ansbach und Berlin und legte 1943 nach eigenen Angaben ein Notabitur ab. Danach wurde er zunächst als Luftwaffenhelfer, später zum Reichsarbeitsdienst (1944) und zur Wehrmacht (1945) herangezogen. Am Ende des Zweiten Weltkriegs geriet er als Panzerpionier in US-amerikanische Kriegsgefangenschaft. Kurzzeitig war er als Hilfsarbeiter und evangelischer Bezirksjugendwart tätig.
Nach einem Studium der Theologie, Geschichte und Rechtswissenschaften an der Friedrich-Alexander-Universität Erlangen erfolgte 1950 beim Staatsrechtler Hans Helfritz an der Hohen Juristischen Fakultät die Promotion (Der Einfluss des nordamerikanischen Bundesverfassungsrechtes auf die Verhandlungen der Frankfurter Nationalversammlung im Jahre 1848/49) zum Dr. jur. Er war während dieser Zeit Stipendiat der Begabtenförderung Studienstiftung des deutschen Volkes.
Er war Cheflektor und nebenberuflicher Dozent an der Münchner Hochschule für Politik München und war von 1955 bis 1958 der erste Geschäftsführer der Bayerischen Landeszentrale für Heimatdienst in München (heute: Bayerische Landeszentrale für politische Bildungsarbeit). 1959/60 war er Vertretungsprofessor an der Pädagogischen Hochschule Berlin. Er gehörte dem Gründungskollegium an und war von 1961 bis 1970 ordentlicher Professor der politischen Bildung an der durch die Universität Frankfurt am Main ausgelagerten Hochschule für Erziehung. 1962 wurde er Direktor des Seminars für Politische Bildung und 1964/65 Hochschulpräsident.
Ab den 1970er Jahren arbeitete er maßgeblich an der Neuordnung der Bildung und Ausbildung der Bundeswehr mit, so steht sein Name für das sogenannte Ellwein-Konzept. 1974 war er Gründungsdirektor des Münchner Sozialwissenschaftlichen Instituts der Bundeswehr (SOWI), das dem Bundesministerium der Verteidigung unterstand. Von 1974 bis 1976 war Ellwein dann Präsident der neu geschaffenen Hochschule der Bundeswehr in Hamburg, deren Gründungsausschuss er bereits 1972 angehörte.
1976 wurde er als Ordinarius für Innenpolitik und öffentliche Verwaltung an die Universität Konstanz berufen, wo er bis 1989 lehrte. Dort profilierte er einen Diplomstudiengang in Verwaltungswissenschaften und trug wesentlich zum öffentlichen Ansehen der Fakultät bei.
In den 1960er und 1970er Jahren war Ellwein auch politischer Kommentator des ZDF und Funkkommentator des Bayerischen Rundfunks. Außerdem war er Mitglied des Deutschen Presserates. Ab 1964 war er Leiter des Frankfurter Studentenwerkes und von 1967 bis 1975 Präsident des Deutschen Studentenwerks. Von 1978 bis 1981 war er Vorsitzender der Deutschen Vereinigung für Politische Wissenschaft (DVPW), überdies gehörte er der Wahlrechtskommission des Deutschen Bundestages und von 1981 bis 1983 als Vorsitzender einer Kommission für Gesetzes- und Verwaltungsvereinfachung des Landes Nordrhein-Westfalen an. Er war ferner anerkannter DFG-Fachgutachter, so stand er von 1992 bis 1996 dem Fachausschuss für Sozialwissenschaften vor.
Ellwein wirkte bereits nach dem Krieg journalistisch und publizistisch in Erlangen und München. Er war später Mitherausgeber der Reihe Politisches Verhalten (1969 ff.) sowie der Zeitschrift Staatswissenschaften und Staatspraxis und des Erziehungswissenschaftlichen Handbuchs (1974). Ellwein schrieb 1963 das damalige Standardwerk für den Bereich der politischen Systeme „Das Regierungssystem der Bundesrepublik Deutschland“, welches im Westdeutschen Verlag (Köln und Opladen) erschien.
Er war von seiner Herkunft eher konservativ sozialisiert, später vertrat er liberale Positionen, was zu Missfallen in konservativen Kreisen in Bayern führte. Ab 1960 war er Mitglied der SPD. 1976 kandidierte er erfolglos im Wahlkreis München-Land als Direktkandidat bei der Bundestagswahl. In den 1980er Jahren verließ er die Partei wieder.
Ellwein, evangelisch getauft, war verheiratet und Vater von drei Kindern.

## Auszeichnungen
- 1976: Bundesverdienstkreuz 1. Klasse
- 1993: Ehrendoktorwürde im Fachbereich Wirtschafts- und Organisationswissenschaften der Universität der Bundeswehr Hamburg
- 1995: Ehrendoktorwürde der Fakultät Sozialwissenschaften der Universität der Bundeswehr München[2]

## Schriften (Auswahl)

### Monografien
- Das Erbe der Monarchie in der deutschen Staatskrise. Zur Geschichte des Verfassungsstaates in Deutschland. Isar Verlag, München 1954.
- Pflegt die deutsche Schule Bürgerbewusstsein? Ein Bericht über die staatsbürgerliche Erziehung in den höheren Schulen der Bundesrepublik. Isar Verlag, München 1955.
- Klerikalismus in der deutschen Politik (= Heisse Eisen, Band 1). Isar Verlag, München 1955.
- Mit Oswald von Nagy: Kleine Bücherkunde für die politische Bildung. Juventa Verlag, München 1956.
- Mit Anton Fingerle: Vernunft und Glaube in der politischen Bildung und Erziehung. Ein Gespräch über die politische Erziehung in der Schule (= Schulpolitisches Forum. Band 1). Cornelsen, Berlin u. a. 1958.
- Was geschieht in der Volksschule? Ein Bericht. Cornelsen, Berlin u. a. 1960.
- Das Regierungssystem der Bundesrepublik Deutschland. Leitfaden und Quellenbuch (= Die Wissenschaft von der Politik. Band 1). Westdeutscher Verlag, Köln u. a. 1963. (Mit Joachim Jens Hesse: Das Regierungssystem der Bundesrepublik Deutschland. 10. Auflage, Nomos, Baden-Baden 2012, ISBN 978-3-8329-5089-7)
- Politische Verhaltenslehre. Kohlhammer, Stuttgart 1964. (6. Auflage, Kohlhammer, Stuttgart u. a. 1968)
- Einführung in die Regierungs- und Verwaltungslehre (= Politik, Regierung, Verwaltung. Band 1). Kohlhammer, Stuttgart u. a. 1966.
- Mit Joachim Hirsch: Bücherkunde zur Politik. Juventa Verlag, München 1966.
- Politik und Planung. Kohlhammer, Stuttgart u. a. 1968.
- Mit Ralf Zoll: Berufsbeamtentum, Anspruch und Wirklichkeit. Zur Entwicklung und Problematik des öffentlichen Dienstes. Bertelsmann-Universitätsverlag, Düsseldorf 1973, ISBN 3-571-09001-2.
- Mit Ekkehard Lippert, Ralf Zoll: Politische Beteiligung in der Bundesrepublik Deutschland (= Schriften der Kommission für Wirtschaftlichen und Sozialen Wandel. Band 89). Schwartz, Göttingen 1975, ISBN 3-509-00895-2.
- Regieren und Verwalten. Eine kritische Einführung. Westdeutscher Verlag, Opladen 1976, ISBN 3-531-11356-9.
- Gewerkschaften und öffentlicher Dienst. Zur Entwicklung der Beamtenpolitik des DGB. Westdeutscher Verlag, Opladen 1980, ISBN 3-531-11513-8.
- Mit Ralf Zoll: Wertheim. Politik und Machtstruktur einer deutschen Stadt (= Politisches Verhalten. Band 9). Juventa Verlag, München 1982, ISBN 3-7799-0089-0.
- Mit Wolfgang Bruder: Innovationsorientierte Regionalpolitik (= Beiträge zur sozialwissenschaftlichen Forschung. Band 31). Westdeutscher Verlag, Opladen 1982, ISBN 3-531-11584-7.
- Die deutsche Universität vom Mittelalter bis zur Gegenwart. Athenäum, Königstein 1985, ISBN 3-7610-8379-3. (2. Auflage, Hain, Frankfurt am Main 1992, ISBN 3-445-08581-1; Lizenzausgabe, Fourier, Wiesbaden 1997, ISBN 3-925037-90-X)
- Verwaltung und Verwaltungsvorschriften. Notwendigkeit und Chance der Vorschriftenvereinfachung. Westdeutscher Verlag, Opladen 1989, ISBN 3-531-12059-X.
- Mit Joachim Jens Hesse: Der überforderte Staat. Nomos, Baden-Baden 1994, ISBN 3-7890-3573-4.

### Herausgeberschaften
- Mit Ralf Zoll: Politisches Verhalten. Untersuchungen und Materialien zu den Bedingungen und Formen politischer Teilnahme. Juventa Verlag, München 1972 ff.
- Freiheit und Bindung des Christen in der Politik. Aus dem Nachlass seines Vaters Theodor Ellwein, Olzog, München u. a. 1964.
- Hochschule der Bundeswehr zwischen Ausbildungs- und Hochschulreform. Aspekte und Dokumente der Gründung in Hamburg. Westdeutscher Verlag, Opladen 1974, ISBN 3-531-11286-4.
- Politikfeld-Analysen 1979. Wissenschaftlicher Kongress des DVPW, 1.–5. Oktober 1979 in der Universität Augsburg. Tagungsbericht. Westdeutscher Verlag, Opladen 1980, ISBN 3-531-11519-7.
- Gesetzes- und Verwaltungsvereinfachung in Nordrhein-Westfalen. Bericht und Vorschläge. Kohlhammer, Köln 1983, ISBN 3-555-30248-5.
- Mit Wolfgang Bruder: Ploetz, die Bundesrepublik Deutschland. Daten, Fakten, Analysen. Ploetz, Freiburg im Breisgau u. a. 1984, ISBN 3-87640-084-8.
- Mit Joachim Jens Hesse: Verwaltungsvereinfachung und Verwaltungspolitik. Nomos, Baden-Baden 1985, ISBN 3-7890-1119-3.
- Mit Joachim Jens Hesse: Staatswissenschaften. Vergessene Disziplin oder neue Herausforderung? Nomos, Baden-Baden 1990, ISBN 3-7890-1999-2.
- Mit Everhard Holtmann: 50 Jahre Bundesrepublik Deutschland. Rahmenbedingungen – Entwicklungen – Perspektiven (= Politische Vierteljahresschrift. Sonderheft 30). Westdeutscher Verlag, Opladen u. a. 1999, ISBN 3-531-13182-6.